# Jawn bin Huwai
Jawn bin Huwai (Arabiska: جَوْن ٱبْن حُوَيّ), död 680, var en nubisk-kristen frigiven slav, känd som följeslagare till Husayn ibn Ali, under vilken han tjänstgjorde som soldat och avled i Slaget vid Karbala 680. 
Jawn bin Huwai var ursprungligen en kristen slav från Nubien. Han ägdes av Abu Dhar al-Ghifari. När hans ägare förvisades från Medina av Usman ibn Affan, fick Jawn bin Huwai stanna hos Ali ibn Abi Talib som hans följare. När Ali ibn Abi Talib avled, stannade Huwai hos 
dennas son Hasan ibn Ali, och efter dennes död hos Husayn ibn Ali. Han kom att tjänstgöra som soldat under Husayn ibn Ali, och avled som soldat under Husayn ibn Ali i Slaget vid Karbala 680. 